# Трамвай Антальи

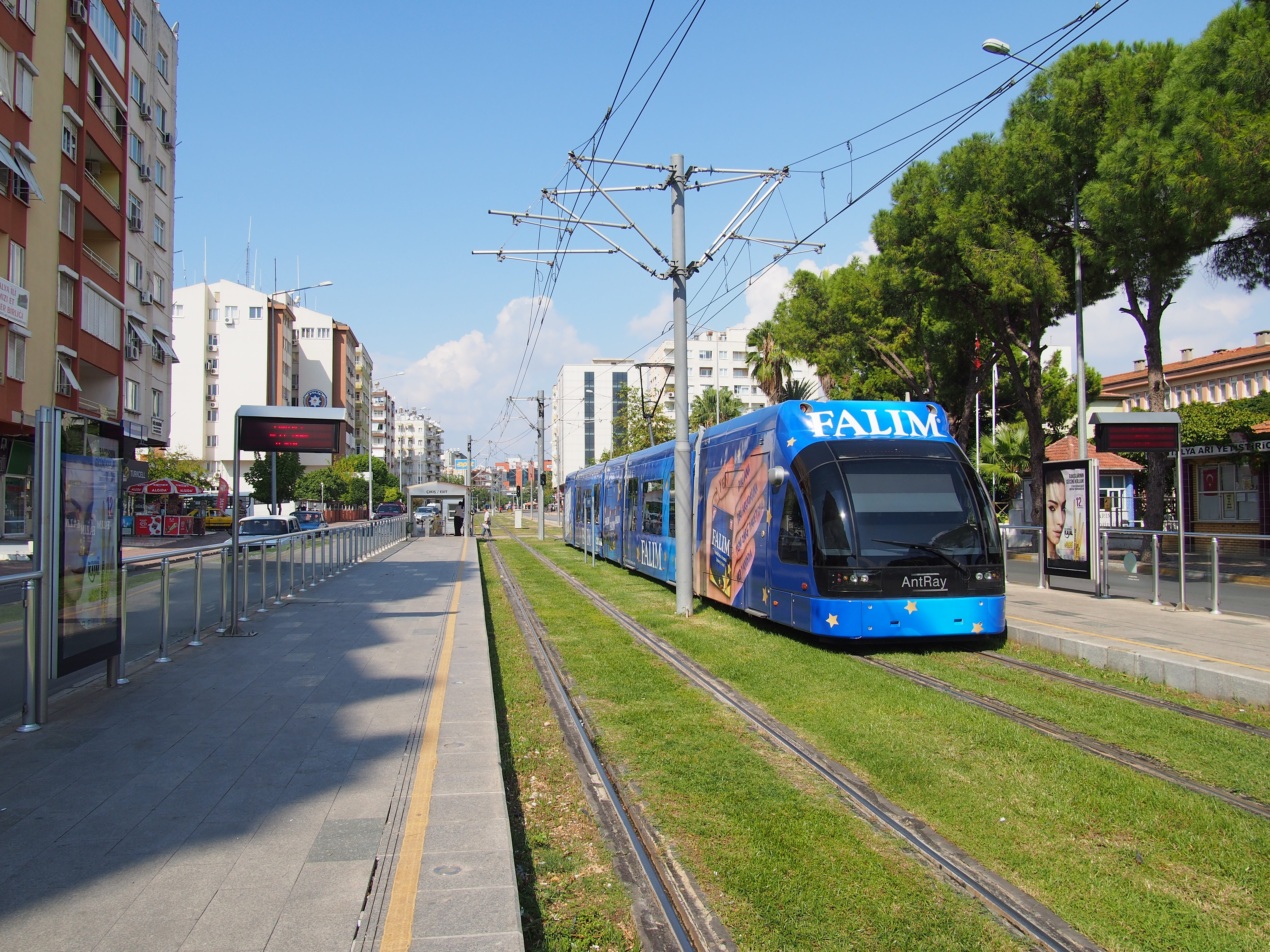
Antray (скоростной трамвай), вагон марки CAF Urbos

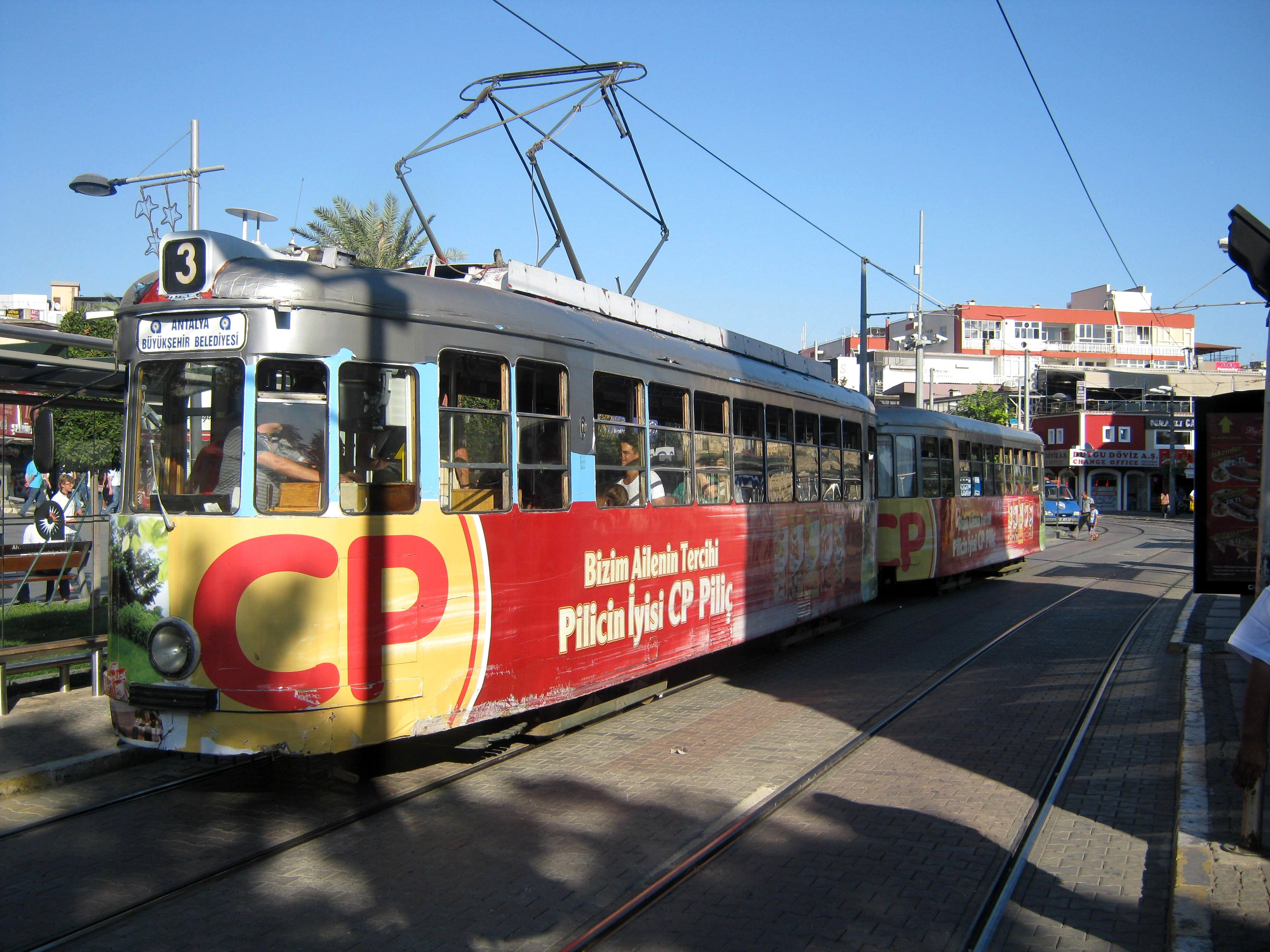
«Ностальгический» ретро-трамвай

Схема линий. Оранжевые линии T1A и T1B, а также фиолетовая T3 — скоростной трамвай (AntRay); голубая T2 — ретро-трамвай

Трамвай Антальи состоит из двух систем: ретро-трамвая (тур. Nostalji tramvay hattı) и скоростного трамвая (AntRay) и насчитывает в общей сложности 4 маршрута.

## История
Пробная эксплуатация первой одноколейной трамвайной линии ретро-трамвая началась 27 марта 1999 года, официальное открытие — 24 марта того же года.
В марте 2009 года была торжественно открыта первая линия новой системы легкорельсового транспорта — скоростного трамвая (AntRay), соединившей центр Антальи с автовокзалом и северными районами города. В 2016 году была открыта линия от центра города (площади Мейдан, Meydan) до выставочного комплекса Всемирной выставки EXPO 2016, а также по дополнительной ветке до аэропорта Антальи (станция Havalimanı).

## Описание системы
Ширина колеи обеих линий — европейская, 1435 мм.

### Ретро-трамвай (Nostalji tramvay hattı)
Однопутная прибрежная линия, протяжённостью в 4,4 км, с тремя разъездами.
Прибрежная линия ретро-трамвая проходит параллельно берегу моря в нескольких сотнях метрах от него и имеет выделенную полосу на всём своём протяжении. Береговая линия нигде не находится в пределах видимости с линии и почти всюду обрывистая, пешеходный доступ к пляжу есть только у западной конечной станции. На линии используются односторонние вагоны, на конечных пунктах устроены разворотные кольца. Имеется несколько разъездов. Депо расположено на восточной оконечности линии и состоит из двух путей для отстоя трамваев, поэтому третий трамвай ночует на конечной остановке. Линия проходит вдоль многих отелей, в связи с чем она пользуется популярностью у туристов. Трамвай по ней ходит раз в полчаса.

### Скоростной трамвай (AntRay)
Сеть скоростного трамвая состоит из двух линий.
Первая очередь первой линии открыта в 2009 году, имеет протяжённость 11,1 км и состоит из станций: Fatih — Kepezaltı — Ferrokrom — Vakıf Çiftliği — Otogar — Pil Fabrikası — Dokuma — Çallı — Emniyet — Sigorta — Şarampol — Muratpaşa — İsmetpaşa — Doğu Garajı — Burhanettin Onat — Meydan. Две станции — «Otogar» и «Çallı» — подземные. В центре города линия частично проложена на совмещённом с автомобильным движением полотне.
Вторая очередь первой линии протяжённостью 15,4 км (с ответвлением к аэропорту 2,4 км) открыта в 2015 году и состоит из станций: Kışla — Topçular — Demokrasi — Cırnık — Altınova — Yenigöl — Sinan — Yonca Kavşak — (Havalimanı/Airport) — Pınarlı ANFAŞ — Kurşunlu — Aksu-1 — Aksu-2 — Aksu-3 — EXPO. Движение по линии — вилочное: по определённому расписанию часть поездов от площади Meydan везут пассажиров до станции EXPO (маршрут T1B), а часть — до станции Havalimanı (аэропорт Антальи, маршрут T1A).
Вторая линия с маршрутом T3 открыта в 2019 году, в 2020 продлена с открытием пересадок на первую линию (станции Batı Gar — Otogar) и линию исторического трамвая (конечная станция Müze).

## Подвижной состав
На прибрежной линии ретро-трамвая используются три двухвагонных поезда (моторный вагон + прицепной вагон). Бывшие в употреблении трамваи типа Grossraum были подарены Анталье магистратом её города-побратима Нюрнберга (Германия).
На новой системе скоростного трамвая Antray эксплуатируются вагоны испанского производителя CAF, и вагоны Hyundai Rotem.

Фотогалерея составов прибрежной линии ретро-трамвая
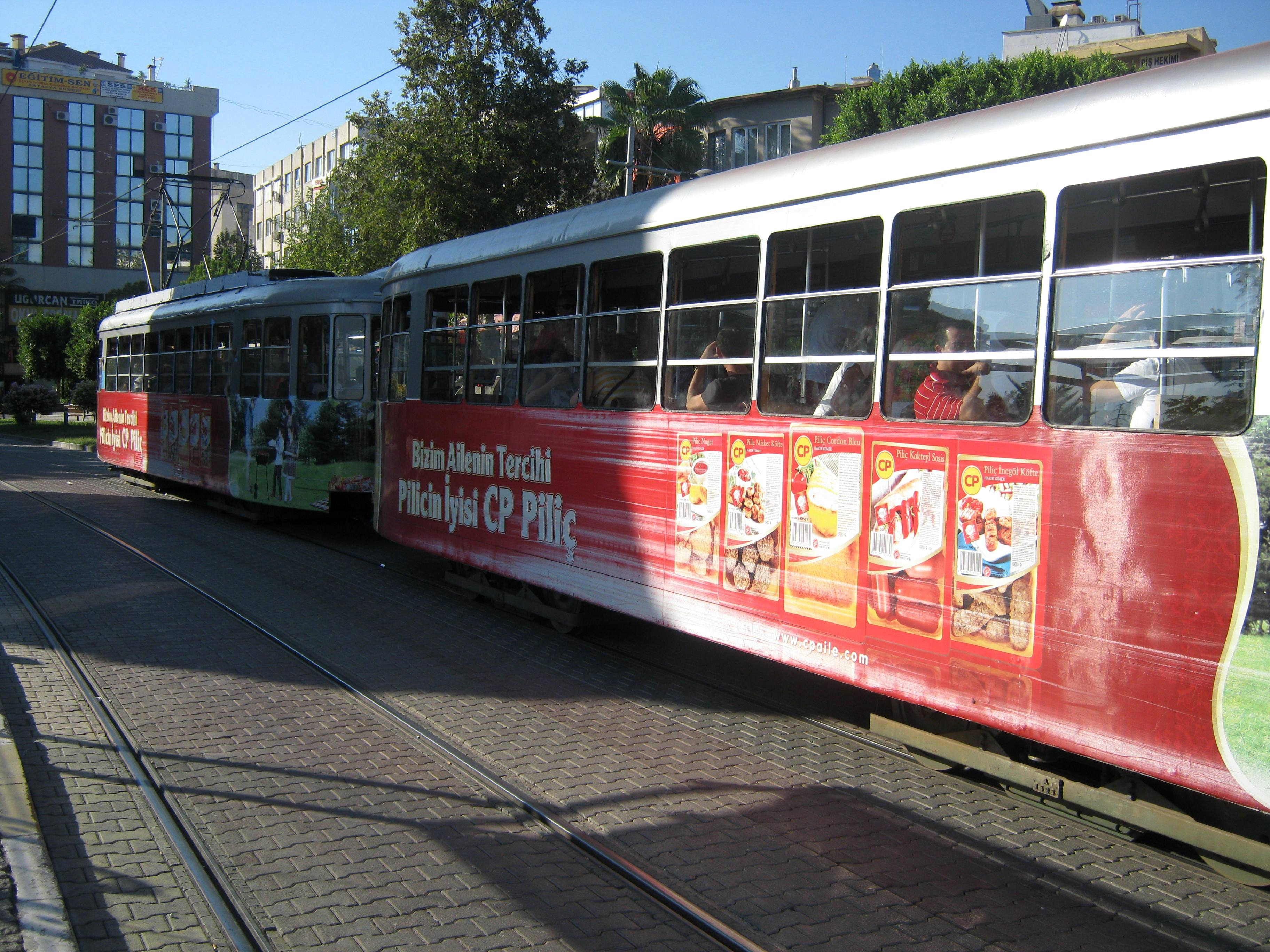
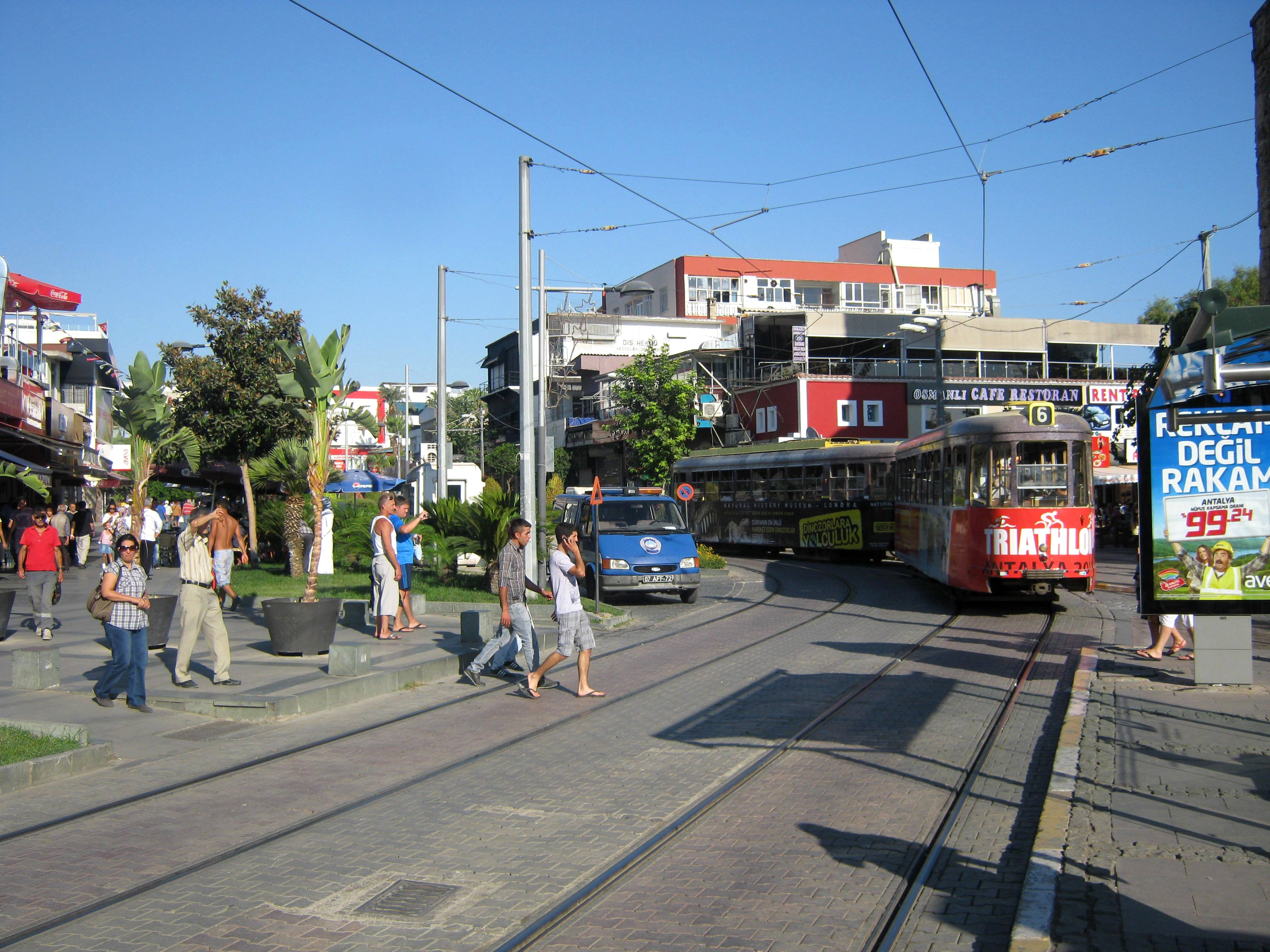
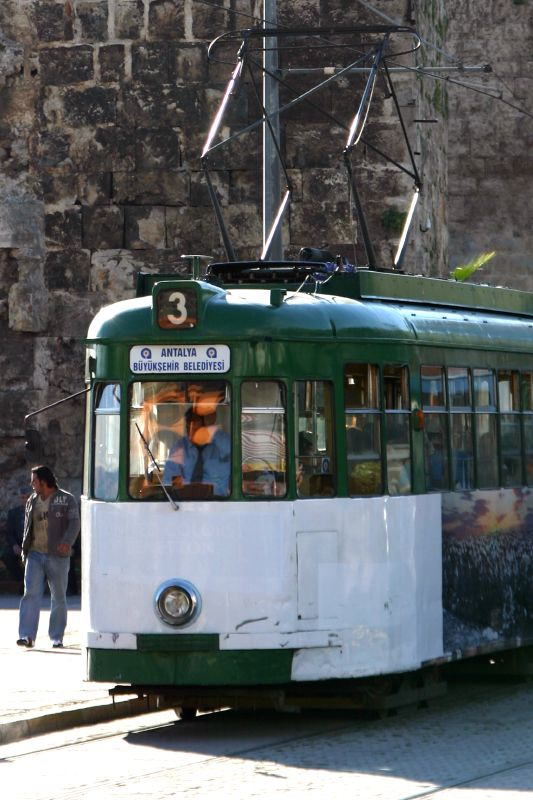
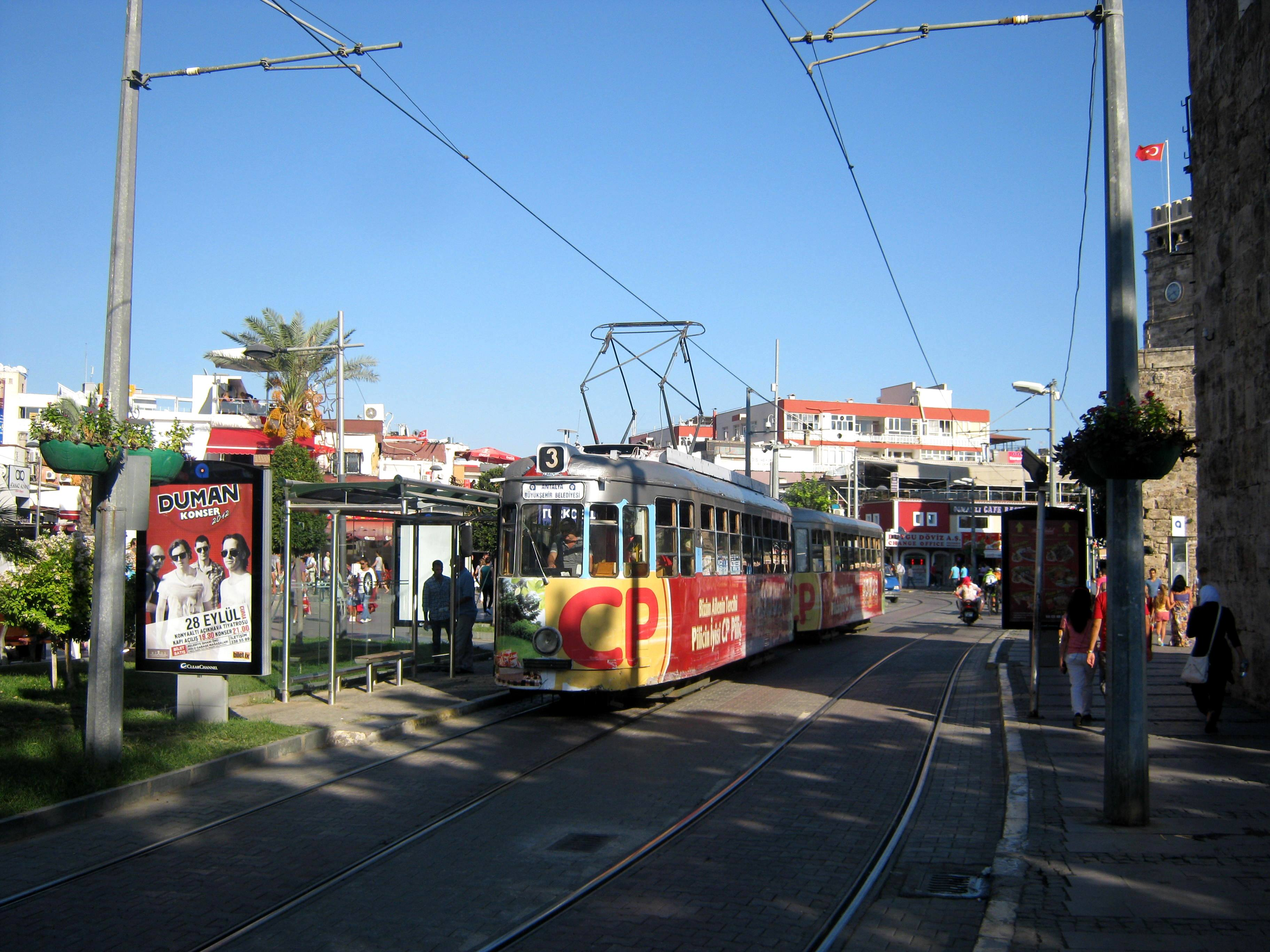

## Оплата проезда
Проезд можно оплатить с помощью карты Antalyakart или бесконтактной банковской картой с технологией PayWave/PayPass. Для скоростного трамвая проезд оплачивается при входе на станцию на турникете. Ретро-трамвай имеет валидатор внутри вагона возле кабины водителя для оплаты проезда.